# 10,5 cm Haubits m/40
A 10,5 cm Haubits m/40 egy svéd gyártmányú tarack, melyet a Bofors gyártott a második világháború alatt.
A tarackot Finnországban és Svájcban is gyártották licenc alatt. A löveget jelenleg az észt hadsereg használja kiképzési célra.

## Történet
Az 1920-as évek közepén a svéd Bofors cég kifejlesztett egy 10,5 cm-es tarackot, amelyből 30 darab Hollandiába került. A hollandok a kelet-indiai gyarmataikon alkalmazták a lövegeket. A második világháború közeledtével a svédek igénye a tábori tüzérség iránt megnőtt, így lefoglaltak 32 darab löveget, melyeket Hollandia és Sziám rendelt. A lövegek sorozatgyártása 1941-ben kezdődött és összesen 210 darab tarack került a svéd hadsereghez. Az 1950-es években a svédek egy továbbfejlesztett változatból, a 10,5 cm Haubits m/40B-ből további 109 darabot gyártottak. Az 1960-as években a svéd hadsereg modernizálta az összes meglévő m/40 és m/40B löveget 10,5 cm Haubits m/40C típusra, melyet pneumatikus gumiabroncsokkal szereltek fel. A tarackot Svájcban is gyártották licenc alatt 10,5 cm Hb Modell 46 jelöléssel, amely hosszú karriert futott a svájci hadseregben.

## Leírás
A tarackot osztott lövegtalppal, lövegpajzzsal és faküllőjű kerekekkel gyártották. Később a régi fakerekeket új acélkerekekre cserélték, melyeket gumiabronccsal láttak el. A kerekek rendelkeztek beépített fékrendszerrel is. A hátrasikló rendszert a lövegcső alatt helyezték el, amely tipikus pneumatikus/hidraulikus típusú volt. A závárzat függőlegesen mozgó félautomata típusú (tüzelés után a rendszer eltávolítja az elhasznált lövedék hüvelyét, majd felkészíti magát a következő lövedék betöltésére), amely a tarack számára magas tűzgyorsaságot tesz elérhetővé - 10 lövés/perc. A csőszáj perforált csőszájfékkel rendelkezik, az irányzék számlapos. A tarack alkalmas lóvontatásra és járművontatásra is. A lövegmozdony négy teljes töltetet tartalmaz.

## A finn hadseregben
1936 januárjában a finn állam aláírt egy egyezményt a Bofors céggel, amely lehetővé tette különféle Bofors lövegek licenc alatt történő gyártását Finnországban. A 37 mm-es páncéltörő lövegek és a 40 mm-es légvédelmi lövegek mellett a 10,5 cm-es tarack is gyártásra került. Abban az időben Finnország ipara nem rendelkezett tábori lövegek és tarackok gyártási tapasztalatával. Az ilyen irányú ipari fejlesztés szükségességét már korábban tudomásul vették, de a szűkös anyagi lehetőségek és a gyártási licencek hiánya miatt nem volt alkalmuk rá. Az új fegyverek gyártásához létrehoztak egy új gyárat Valtion Tykkitehdas (Állami Tüzérségi Gyár) névvel.
A Valtion Tykkitehdas (VTT) és a Tampella 1942-1945 között 140 darab tarackot gyártott. Az eredeti megrendelés 128 tarackról szólt, melyet 1939-ben küldtek a Tampellához és a VTT-hez; úgy tervezték hogy a két gyár külön-külön 64 tarackot gyárt majd le. Viszont a téli háború kezdetén az egész megrendelést a VTT-hez irányították át. A lövegek szállítása azonban 1943-ig váratott magára. Ennek több oka is volt. Az egyik a szükséges nyersanyagok egy része nem helyben készült, ezeket Németországból rendelték, szállításuk pedig sokat késett, így az egész projektnek késnie kellett. A nyersanyagok egy része 1940 tavaszán, más része viszont csak ugyanazon év őszén érkezett meg. A másik ok a finn hadvezetésből adódott, mivel a főparancsnokság döntötte el, hogy mely eszközök élveznek elsőbbséget a finn gyártó- és javítósorokon az 1941 júniusában kitört folytatólagos háború kezdetén. A tarackok hazai gyártása a fontossági listán lejjebb csúszott, így az egyes részelemek gyártása csak akkor folytatódott, ha a gyárnak nem volt egyéb sürgős feladata. A lövegcsöveket és a závárzatokat a Lokomo Works, a lövegtalpakat és a lövegpajzsokat a Crichton-Vulcan gyártotta. Az első próbalövéseket 1942 szeptemberében végezték. 1943-ban a VTT 64 darab 105 H/37 tarackot szállított le, 1944-ben további 70 darabot, majd 1945-ben még hat darabot.
A második világháború után a lövegeket kiképzési célra használták és raktáron is tartottak belőle, esetleges jövőbeli háborús időkre. A svédekhez hasonlóan a finnek is modernizálták a lövegeiket az 1960-as években. Ez a modernizációs program két új típusú tarack létrejöttét eredményezte, melyet a 105 H/37 tarack alkatrészeit használták:
- 105 H 61–37: ez a tarack a 105 H/37 lövegtalpát használja, de egy új, hosszabb (L/26) lövegcsővel és új csőszájfékkel látták el, illetve új típusú lövedéket fejlesztettek ki hozzá, amelynél a töltetet a lövedékhez kapcsolják, mielőtt betöltik a tarackba. Ezek a fejlesztések a Boforsnál tervezett fejlesztéseken alapulnak. Az úthálózatok minőségének javulása miatt az új löveget csak gépesített vontatáshoz tervezték.
- 105 H 37–10: a 105 H/37 lövegcsövét a régi 122 H/10–30 tarackok lövegtalpára telepítették, illetve a 122 H/10–30 tarackról származó závárzatot módosították a finn szabványnak megfelelő 105 mm-es taracklőszerhez.

Mindkét modernizált tarack sikeresnek bizonyult. A 105 H 61–37 ballisztikája nem sokat javult ugyan az eredeti 105 H/37-hez képest, de a fegyver sokkal praktikusabb lett. A 105 H 37–10 lőtávolsága viszont majdnem megkétszereződött a 122 H/10–30-hoz képest, ugyanakkor lőszerellátása egyszerűsödött. Az 1990-es évek végére a 105 H 61–37 tarackok még megtalálhatóak voltak a finn hadsereg raktárában. Az elmúlt években viszont a finn hadsereg elkezdte leszerelni ezeket a lövegeket, a megmaradt példányokat pedig gyűjtőknek adják el. Néhány évvel ezelőtt Finnország 105 H 61–37 lövegeket adományozott Észtországnak, melyek manapság is az észt tábori tüzérség fő fegyverei.

## Változatok

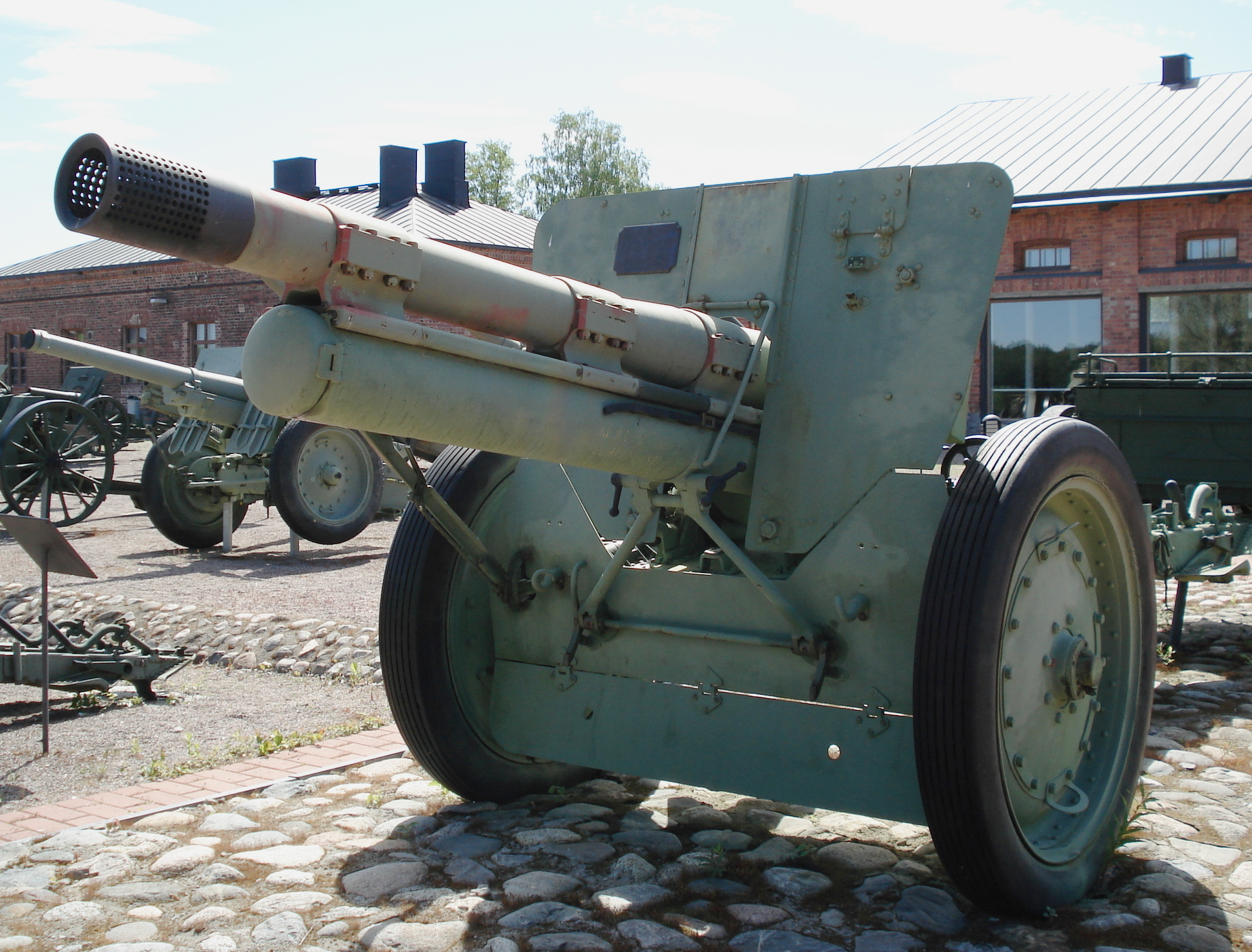
Finn gyártmányú 105 H 37.

- 10,5 cm Haubits m/40 – Eredeti svéd változat.
- 105 H 37 – Licenc alapján gyártott finn változat.
- 105 H 61–37 – Az 1960-as években modernizált finn változat.
- 105 H 37–10 – Az 1960-as években modernizált finn változat.
- 10,5 cm Hb Model 46 – Licenc alapján gyártott svájci változat.

## Üzemeltetők
- Észtország – 105 H 61–37 változat. Nagyjából 40 darabot kaptak Finnországtól. Kiképzési célra használják.
- Finnország – 105 H 61–37 és 105 H 37–10 változatok. 140 darab, jelenleg hadrendből kivonva.
- Hollandia – Holland Kelet-Indiában alkalmazták a lövegeket.
- Svájc – 10,5 cm Hb Model 46 változat.
- Svédország – 10,5 cm Haubits m/40, nagyjából 400 darab öt változatban.
- Thaiföld

## Fordítás
- Ez a szócikk részben vagy egészben  a   Haubits m/40 című angol Wikipédia-szócikk ezen változatának fordításán alapul.  Az eredeti cikk szerkesztőit annak laptörténete sorolja fel. Ez a jelzés csupán a megfogalmazás eredetét és a szerzői jogokat jelzi, nem szolgál a cikkben szereplő információk forrásmegjelöléseként.